# آبي مان
آبي مان (بالإنجليزية: Abby Mann)‏ (و. 1927 – 2008 م) هو كاتب سيناريو، وكاتب مسرحي، ومخرج أفلام، ومنتج أفلام أمريكي، ولد في فيلادلفيا، توفي في بيفرلي هيلز كاليفورنيا، عن عمر يناهز 81 عاماً، بسبب قصور القلب.

## جوائز وترشيحات
حصل على جوائز منها:
جوائز
- جائزة الأوسكار لأفضل كتابة، عن عمل: حكم في نورمبرغ
- جائزة الإيمي برايم تايم

ترشيحات
- جائزة الأوسكار لأفضل كتابة، عن عمل: سفينة السفهاء

ترشح لـ:
- جائزة الأوسكار لأفضل كتابة "سيناريو مقتبس"، عن عمل: حكم في نورمبرغ
- جائزة الأوسكار لأفضل كتابة "سيناريو مقتبس"، عن عمل: سفينة السفهاء.

## وصلات خارجية
- آبي مان على موقع IMDb (الإنجليزية)
- آبي مان على موقع روتن توميتوز (الإنجليزية)
- آبي مان على موقع ألو سيني (الفرنسية)
- آبي مان على موقع أول موفي (الإنجليزية)
- آبي مان على موقع قاعدة بيانات برودواي على الإنترنت (الإنجليزية)
- آبي مان على موقع قاعدة بيانات الأفلام السويدية (السويدية)
- آبي مان على موقع إن إن دي بي (الإنجليزية)
- آبي مان على موقع قاعدة بيانات الفيلم (الإنجليزية)
- آبي مان على موقع كينوبويسك (الروسية)